# Dear Diary
Dear Diary è un album studio del gruppo musicale canadese FM Static, pubblicato nel 2009.

## Tracce
1. Boy Moves to a New Town with Optimistic Outlook – 3:40
2. The Unavoidable Battle of Feelingon the Outside – 3:35
3. Boy Meets Girl (And Vice Versa) – 3:02
4. Sometimes You Can Forget Who You Are – 3:13
5. Man Watcha Doin? – 2:07
6. The Voyage of Beliefs – 3:13
7. Her Fathers Song – 3:23
8. Take Me as I Am – 3:32
9. Dear God – 3:47
10. The Shindig (Off to College) – 2:55

## Formazione
- Trevor McNevan - voce, ingegneria del suono, produzione
- Steve Augustine - batteria, ingegneria del suono
- Aaron Sprinkle - chitarra, tastiere, ingegneria del suono, programmazione, produzione
- Tricia Brock - cori
- Ken Andrews - missaggio
- Jeff Carver - A&R
- Brandon Ebel - produttore esecutivo
- Troy Glessner - masterizzazione
- Randy Torres - A&R, ingegneria del suono